# 通貨偽造
通貨偽造（つうかぎぞう、counterfeiting currency）とは、流通している紙幣や硬貨を偽造することである。
「偽金づくり」や「贋金づくり」とも言う。

## 概説
通貨偽造とは、実際に世の中で使用されている紙幣や硬貨にそっくりに似せたものを作ることである。通貨偽造には紙幣を偽造することや、硬貨を偽造することが含まれる。
通貨偽造という行為によって作り出された 偽の通貨は偽造通貨（ぎぞうつうか）あるいは贋金（にせがね）と呼ばれる。特にお札の場合は偽札や偽造紙幣と呼ばれる。硬貨の場合は「偽造硬貨」とか、単に「にせがね」などと言う。
歴史を見れば、通貨偽造の歴史は通貨の歴史と同じくらいに古いものである。小規模のものから、大規模のものまであわせれば、歴史上様々な通貨偽造が行われてきたといえる。また統治者や政府によって、そうした通貨偽造に対する対策や闘いも常に行われてきた。
通貨偽造が誰にでも広く行われるようになると通貨の価値は次第に下がってしまう。偽もの通貨が大量に流通するようになると、人々はその通貨を信用できなくなり、その使用が困難になる。そうなるとその国家内での経済活動全般が停滞してしまうことが知られている。歴史的な事例によって、通貨が信用を失うことは統治機構（王朝や、現代の「政府」「政権」等々）の存亡にも影響することがある、と知られている。そのためそうした事態を防止するため、通貨偽造は各国の刑法で、犯罪に当たる、と定められている。通貨偽造罪と言って、一般に、かなり重い刑罰が設定されている。
日本では、偽造通貨は日常的に見かけるほど出回っておらず、偽造通貨が見つかるとニュースになるほどであり、世界的に見ても日本円の偽造通貨は非常に少ない。警察によれば、日本全体での偽造通貨の発見枚数は、近年では年間で千数百枚～三千数百枚といったペースであり、多い順に一万円紙幣、五百円硬貨、千円紙幣、五千円紙幣となっている。

## 硬貨偽造
硬貨偽造の歴史は古い。
例えば、ビザンツ帝国でコンスタンティヌス1世がビザント金貨を鋳造し通貨として定めたが、ヨーロッパ全域で硬貨偽造が行われたことが知られている。またフランク王国などでは、国家ぐるみでビザント金貨の偽造を行ったことが知られている。
現代では硬貨は通常は額面が低額で、偽造の費用が大きかったり犯罪が露見して逮捕された時の厳しい刑罰が重いことに比べて、偽造して得られる利得が小さくて、見合わない、などとされて、通貨偽造の中では比較的割合は小さい。
ただし金貨などの高額硬貨では硬貨偽造が起きることがある。たとえば天皇陛下御在位60年記念金貨大量偽造事件である。
そうした高額硬貨以外では、価値の低い他国硬貨の偽計行使もある。たとえば隣国の硬貨が、自国と似た材質・デザインや重量の場合に行われることがある。
特に大韓民国（韓国）で流通している500W（大韓民国ウォン）を悪用した通貨偽造（偽造、偽計利用）が横行して大問題となったことがある。日本の500円硬貨に似せて作られた500ウォン硬貨は日本の五百円硬貨にサイズ・材質・色合いがほぼ一致したため、重量をわずかに細工すれば、安い原価（500ウォン硬貨は、日本円にすると約50円相当でしかない）でそれを製造できたものだから、偽造が非常に横行した。ふたつの硬貨は重量が若干異なっていたことでかろうじて自動販売機の硬貨選別機が見分けていたのだが、主に韓国内で韓国人あるいは中国人が500ウォン硬貨に穴や数多くの「くぼみ」をつけて日本の500円硬貨に重量を一致させ、そのように作った偽造硬貨を大量に日本に運び込み、日本の自動販売機にそれを入れておつり返却操作を行って、かわりに日本の五百円硬貨を盗む手口が横行した。サイズ・材質・重量が一致したため、当時の自動販売機は偽硬貨を判別することができず、自動販売機を運用する商店などの被害は甚大で経営に行き詰まるところもでるといった事態も起き、深刻な社会問題となった。日本政府は対応策として、500円硬貨のデザインの一部と材質を変更し、なおかつ自動販売機製造企業などとも連携をとり、業界が自販機側の硬貨を選別する機構・ソフトウェア論理を対応させる、あるいは返却の仕組みの変更を実施したため、最近では事件は起きていない。
ユーロ硬貨は表面のデザインは全て共通であるが、裏面のデザインは国ごとに異なっていて、スペインのユーロ硬貨の内1ユーロ硬貨にはスペイン国王フアン・カルロス１世の肖像が刻まれているが、肖像部分をアニメ「ザ・シンプソンズ」のキャラクターであるホーマー・シンプソンの顔に変造したものが2008年8月に発見された。

## 紙幣偽造
紙幣を偽造する行為は紙幣偽造と言う。
紙幣が登場すると、紙幣偽造が行われるようになった。特に紙幣は一般に硬貨に比べて高額であるため、通貨偽造を行う者にとって利得が大きく、現代ではそれを試みる者の比率が高い。
紙幣製造の歴史は偽札との“闘い”あるいは「いたちごっこ」のようなものだと言われることがある。
紙幣偽造と言えば、基本的に印刷物を作るということなので、かつては小規模なものではもっぱら小さな印刷工場などで紙幣偽造が行われていた。マフィアやヤクザなどの犯罪集団が、印刷工（印刷職人）を脅して巻き込んで紙幣偽造を行う、という場合があった。また、そうでなくても印刷工自身がひとりの職人として印刷技術の極めることに情熱を傾けるあまり、やがて高い印刷技術が用いられている紙幣印刷に個人的に挑戦する誘惑に駆られ、ついには紙幣偽造を行ってしまったケースもある。また、大規模なものでは、国家が、敵対する国家の通貨の信用を失墜させるために国家ぐるみで巨大な紙幣偽造工場を作りそれを実行する、ということもある。例えばナチス率いるドイツによるベルンハルト作戦や日中戦争の頃に大日本帝国陸軍が手掛けた杉工作は知られているし、また北朝鮮がそうしたことを行ったということも知られている。国家と国家の戦争の一手法、特殊な戦術として、あるいは外貨が無いのに兵器を元手無しで調達して武力を増強しつつ且つその通貨を発行する国家にも経済的打撃を与える多重的な戦術（犯罪手法）として通貨偽造が行われることがあるわけである。国家ぐるみ・政府ぐるみで他国で行われ隠蔽されてしまうと、やられた側の国家では困った事態に陥る。警察機構・裁判所は自国内では力を持っていて自国内にいる犯罪者を逮捕し裁判で裁くことはできても、他国の政府に対してまではその権限は及ばないのである。こうした場合、諜報部門などによって、一般人には見えない水面下で工作合戦や阻止作戦が繰り広げられることになる。
現代では、コピー機で紙幣を両面コピーすることで紙幣偽造を行う者もいる。コピー機（ゼロックス）が世の中に登場・普及し少しずつ性能向上するのと同時並行的に、コピー機で紙幣偽造を行う者が出現するようになった。すでに白黒コピー機しかこの世に無い段階で、その白黒コピーで簡易な偽造を行う者がいたのである。そうした偽造紙幣はかなり粗雑なもので、日中であれば誰でも簡単に見分けがつくようなものであったが、（夜店など）薄暗い場面などに限って使用することで行使の瞬間だけ発覚しないようにする者がいたのである。近年になりコピー機の性能が次第に向上しカラーコピーも簡単にとれるようになると、普段は犯罪者でもない普通の人の一部に、そうしたコピー機を利用して安易な考えで紙幣をコピーして使用しようとする人の数（事件件数）が徐々に増えた。そしてその使用が発覚して逮捕されるという事件も繰り返し起きた。コピー機各社はこうした紙幣偽造を防止するために、紙幣をコピーしようとすると自動的にそれを判別し警告する機能を持った機種を開発。現在コンビニエンスストアなどに配置されているコピー機は基本的にそうした自動判別・警告機能を備えたものとなっている。
近年ではコンピュータの性能が高くそして安価になりPCおよびスキャナーやプリンターが各家庭に普及したため、それらを用いて普通の個人が通貨偽造を行う事案も起きている。こちらのほうは、コピー機とは異なって、PC業界で防止対策を行うことは困難・不可能である。現代では、警察に報告・通報がされる通貨偽造では、一定の割合でこうした、PC+スキャナ+プリンタによるものと見られるものが含まれており、いたちごっこが続いている。